# 新福桜
新福 桜（しんふく さくら、10月31日 - ）は、日本の女性声優。鹿児島県出身。ステイラック所属。

## 来歴
小学校高学年の頃、『ギルティクラウン』のイベント映像を観ていた時に、声の仕事で色々な人物に楽しさを届けられることが「素敵なお仕事だな」と思い、職業としての声優を知った。元々朗読が好きで、国語の授業で自分が読む段落が長かったところ「よし！」と思うような人物だった。自身の声質については「決してかわいい声ではない」と語るが、感覚的にすごくサラサラしている気がして、「お水みたいだな」と思い、そこが気に入っている。
一つ思い出があるのは、大学の英語の授業ですごく屈強な見た目のネイティブの先生がおり、グループワークで先生の話を聞かずに歌を歌っていたところ、「誰だ！」と英語で言われた。その時に「怒られるか」と思ったところ「あなたは声がいいから歌手になるべきだよ」と褒めてもらい、嬉しかったという。小学校時代は4年生から6年生まで小学校の合唱部に所属していたため、歌うことはすごく好きだという。
運動が苦手だったが、小学生の頃は「運動できるとかっこいい」というイメージがあり、「苦手だからこそ克服したい」という気持ちもあり、中学時代はバドミントン部に所属。中学生時代には運動が好きになり、「別のスポーツもやってみたい」と思い、高校時代はハンドボール部に所属。ハンドボール部では「一生親友だろうな」と思える人物たちに出会ったという。「声優になりたい」と自覚したのは中学1年生くらいだったが、高校3年生になるまで「自分にはできないんだろうな」という思いのほうが強かった。しかし親友の1人に、なりたい自分になるために、周囲からどう言われようとも努力している人物がおり、非常に輝いて見えたという。その人物から影響を受けて、自身もオーディションを受けるようになった。
第3回キミコエ・オーディションでグランプリを受賞。初めて受けたのは大学1年生の秋くらいであったが、当時は「お芝居が好きじゃないと声優になれない」とも思っていたため、試してみるつもりで並行して演劇スクールにも通っていた。その頃の人生設計としては、大学卒業後に特待生で養成所に行くという道を狙っていたため、オーディションは力試しのつもりだった。年に2回くらい受けていたため、キミコエ・オーディションは4〜5回目くらいのオーディションになった。「いけるところまでいきたい」とは思っており、オーディションを受けるたびに、書類審査、2次審査、3次審査と先まで進めるようになっていたため、キミコエ・オーディションでも「2次や3次までいけたらいいな」と思った。最終審査の前、ファイナリストたちは新福が驚くくらいほんわかしていたが、同時に皆と同じような緊張感やドキドキ感をもっているからこそ、共感しあえる部分も多かった。一人しかグランプリになれないが、「お互いに応援し合ってベストを尽くそう」という暗黙の了解が、2日目くらいからあったような気がしており、最終日は終わるのが寂しかったくらいだったという。
テレビアニメ『勇者が死んだ!』のミリィ・ユニス役でデビュー。
2025年3月31日、同日付でオフィスPACが事業停止したことに伴い、翌4月1日付でステイラックに移籍。

## 人物
特技は新しい遊びをつくること。趣味は絵を描くこと、ドライブ。
兄がいる。

## 出演

### テレビアニメ
2023年
- 勇者が死んだ!（ミリィ・ユニス）

2024年
- ばいばい、アース（2024年 - 2025年、神官、剣士） - 2シリーズ
- ガールズバンドクライ（観客）
- 烏は主を選ばない（春殿の女房）
- ぷにるはかわいいスライム（店員）

2025年
- どうせ、恋してしまうんだ。（西野水帆）
- 謎解きはディナーのあとで（招待客）

### 吹き替え

#### 映画
2023年
- ゴーストバスターズ/フローズン・サマー
- ジョー・ベル 〜心の旅〜（マーシー〈モーガン・リリー〉）
- アート・オブ・ウォー（ミン〈ロン・ユアン〉、アンナ〈ボニー・マック〉）※Netflix版
- ウォンカとチョコレート工場のはじまり（もらう少女）

2024年
- ダーク・ハーヴェスト（アニー〈ミーガン・ベスト〉）
- ファイナル・ブラッド2（リディア〈タリア・セラフ〉）
- ライオン・キング:ムファサ

2025年
- オーダー（ジラ・クレイグ〈オデッサ・ヤング〉）
- ジュラシック・ワールド（女A）※ザ・シネマ版
- 戦争のはらわたII（ジャネット）
- ホランド（キャンディー〈レイチェル・セノット〉）
- マインクラフト/ザ・ムービー（幼いスティーブ）

#### ドラマ
2023年
- ハイスクール・ミュージカル:ザ・ミュージカル
- GCHQ:英国サイバー諜報局（アミーナ）
- NOLLY ソープオペラの女王（若いノリー）
- NCIS: ハワイ
- 脱出おひとり島 シーズン3（シウン）
- リバーデイル シーズン7 #20（アリス）

2024年
- THE BLACKLIST/ブラックリスト シーズン10 #14（メイ）
- スター・ウォーズ:アコライト（魔女のラネ）
- ロード・オブ・ザ・リング:力の指輪 シーズン2

2025年
- エルズベス #5（アシュリー）
- ジ・オフィス: オーストラリア（アリーシャ）
- ザ・レジデンス #4（アンセル）

#### アニメ
- スター・ウォーズ:ヤング・ジェダイ・アドベンチャー
- バットマン:マントの戦士（セリーナ・カイル / キャットウーマン[20]）

### その他コンテンツ
- セガNET麻雀MJ	チンイツ
- ボイスドラマ『幕末動乱美少女伝』（2024年、島津久光）
- 朗読劇 トタンの穴は星のよう / パイロット・ファーム（Reading company ゑほう巻き）
- ボイスドラマ『戦国繚乱美少女伝』（2025年、阿閉貞征）

### シリーズ一覧
1. ↑  第1シーズン（2024年）、第2シーズン（2025年）